# Aubergina vanessoides
Aubergina vanessoides is een vlinder uit de familie van de Lycaenidae. De wetenschappelijke naam van de soort werd als Lycaena vanessoides in 1865 gepubliceerd door Otto von Prittwitz.
De soort komt voor in Brazilië.